# Croton californicus
Croton californicus es una especie de la familia de las euforbiáceas originaria de California, Nevada, Utah, Arizona y Baja California, donde crece en los desiertos y a lo largo de la costa.

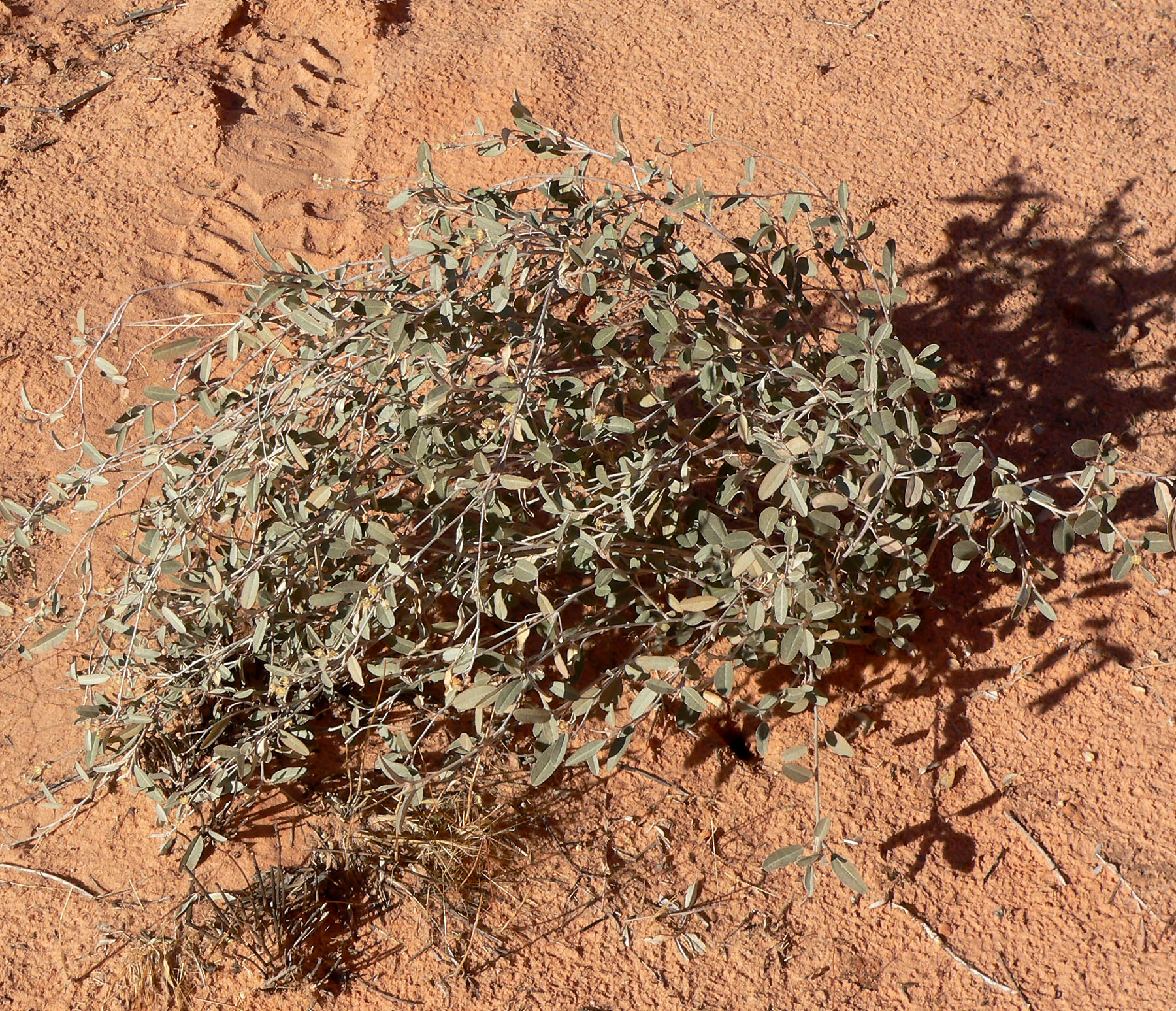
Vista de la planta

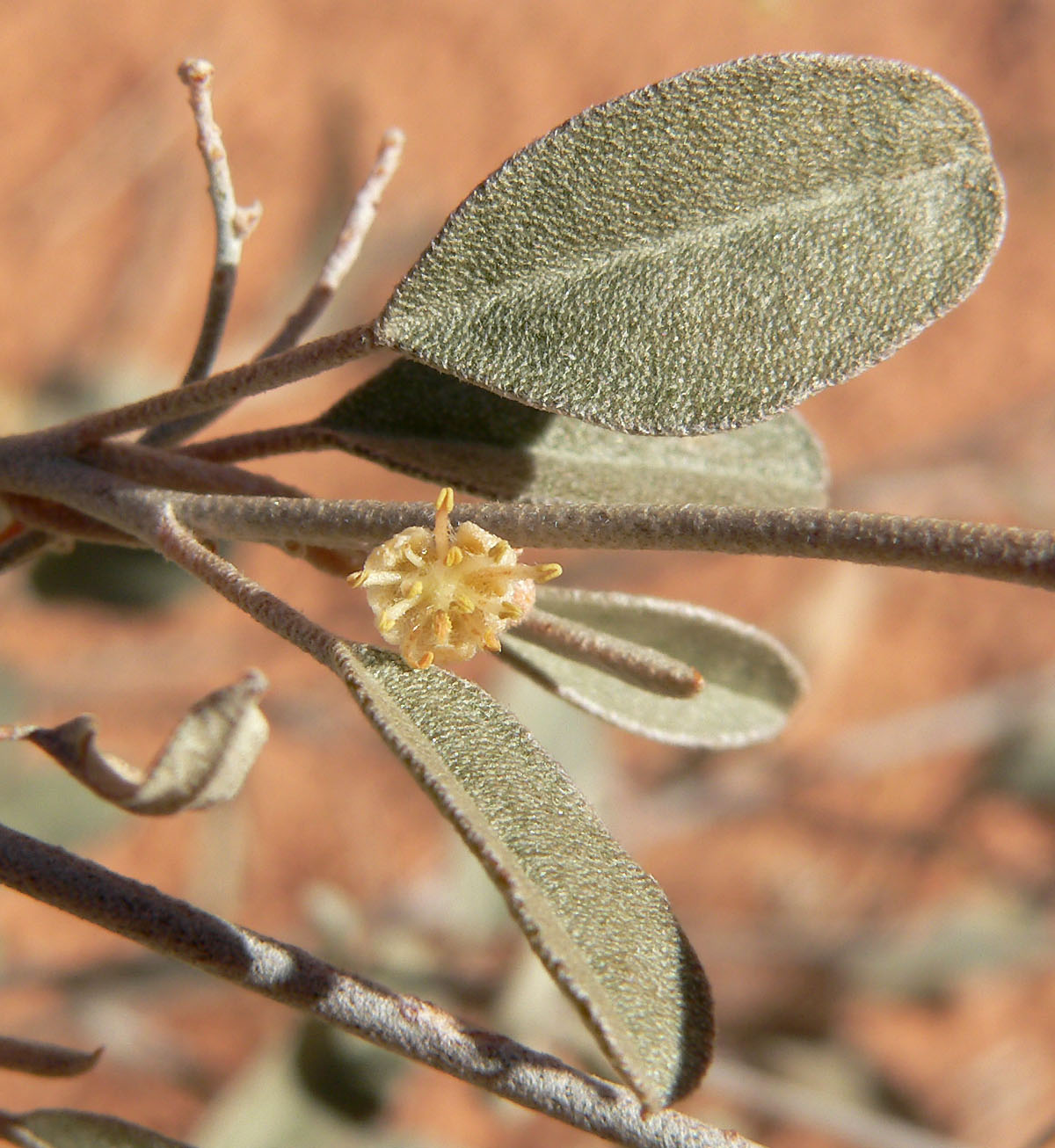
Detalle de las hojas

## Descripción
Es un arbusto perenne o pequeño que no excede de un metro de altura. La planta produce hojas en forma de óvalo de pocos centímetros de largo y cubierta de una ligera capa de pelos. Esta especie es dioica, con plantas individuales que llevan, flores masculinas (estaminadas) o femeninas (pistiladas), ambos de sólo unos pocos milímetros de diámetro. Las flores estaminadas son diminutas tazas llenas de estambres amarillos filiforme y las flores pistiladas son los frutos inmaduros redondeados, lobulados rodeados por pequeños y puntiagudos sépalos . 

## Taxonomía
Croton californicus fue descrita por Johannes Müller Argoviensis y publicado en Prodromus Systematis Naturalis Regni Vegetabilis 15(2[2]): 691. 1866.
Etimología
Ver: Croton
californicus: epíteto geográfico que alude a su localización en California.
Sinonimia
- Croton longipes M.E.Jones
- Croton mohavensis (A.M.Ferguson) Tidestr.
- Croton tenuis S.Watson
- Oxydectes californica (Müll.Arg.) Kuntze[2]